# Цоньо Симеонов
Цоньо Симеонов Койов е български иконописец и резбар от Тревненската художествена школа.

## Биография
Роден е през 1820 г. Баща му е Симеон Койов от рода Витановци. Брат му е иконописецът Симеон Симеонов. Автор е на икони в църквата в село Дрента, църквите „Св. Георги“ и „Св. архангел Михаил“ в Трявна, „Св. Никола“, „Св. Димитър“, „Св. Атанас“ и „Св. Василий“ в Лясковец, „Св. Преображение“ и „Св. Троица“ в Свищов, „Св. Богородица“ в Габрово, „Св. Богородица“ в Елена, „Св. Харалампий“ в Бижовци. През 1879 г. създава дърворезбения трон на княз Александър I Батенберг.
Негов син е образописецът Симеон Симеонов.